# Großfischbach
Großfischbach im Oberbergischen Kreis ist eine von 51 Ortschaften der Stadt Wiehl im Regierungsbezirk Köln in Nordrhein-Westfalen. 

## Lage und Beschreibung
Der Ort liegt zwischen den  Orten Wiehl im Norden und Elsenroth im Süden und ist in Luftlinie rund 2 km  vom Stadtzentrum von Wiehl entfernt. Großfischbach liegt südlich der Bundesautobahn 4.

## Geschichte
1454 wurde der Ort das erste Mal urkundlich erwähnt: „Aiff van Visthpe, Henken sein Bruder und Rorich von Visthpach gehören zu den Gebrandschatzten bei den Auseinandersetzungen zwischen dem Herzogtum Berg und Sayn-Homburg.“ 1575 in der A. Mercator-Karte als Groißen Fischbach. Im Futterhaferzettel der Herrschaft Homburg von 1580 werden als Abgabepflichtige zwei Saynische, drei Wittgensteinische sowie drei Bergische Untertanen benannt. Die Schreibweise der Erstnennung war Visthpe / Visthpach.